# 佩尔蒂·涅米宁 (冰球运动员)
佩尔蒂·涅米宁（芬蘭語：Pertti Nieminen，1936年12月9日—2016年11月8日），芬兰男子冰球运动员，场上位置是前锋。他曾代表芬兰国家队参加1960年冬季奥林匹克运动会冰球比赛，获得第7名。